# Tommy Lee
Thomas Lee Bass, noto come Tommy Lee (Atene, 3 ottobre 1962), è un batterista e musicista statunitense.
È noto soprattutto come batterista della band hair metal Mötley Crüe, della quale è stato anche cofondatore.

## Biografia

### Gli inizi
Nato nella capitale greca da Vasiliki Papadimitriou, miss Grecia nel 1962, e padre statunitense di origini gallesi (David Lee Thomas Bass, sergente dell'esercito), Tommy si trasferì con la famiglia a Los Angeles l'anno seguente. Gli viene regalata una batteria all'età di nove anni e i suoi idoli sono John Bonham, Charlie Watts e Peter Criss.
La sua maturazione tecnica cresce molto in fretta tanto che, nel periodo delle scuole superiori, viene chiamato a suonare le percussioni nelle band cittadine. I suoi primi gruppi sono gli US 101 e i Suite 19: durante una delle serate musicali che si tenevano in città con questi ultimi, Tommy conosce Nikki Sixx, il quale, colpito dallo stile di Lee, lo convince a formare un gruppo. I due reclutano il cantante Vince Neil (compagno di scuola di Tommy) e il chitarrista Mick Mars, dando vita ai Mötley Crüe.

### I Mötley Crüe
Con i Mötley Crüe Tommy cavalcherà il successo grazie ad album storici come l'esordio Too Fast for Love (1981), Shout at the Devil (1983), Theatre of Pain (1985), Girls, Girls, Girls (1987) nonché Dr. Feelgood (1989) (disco tramite il quale la band raggiungerà il primo posto nella classifica statunitense dei dischi più venduti).
Lee dimostra di essere un batterista molto tecnico e, soprattutto, abile nella spettacolarizzazione delle sue performance; degno di nota è il numero da lui messo in atto durante il tour del 1987 nel quale, rinchiuso in una gabbia rotante e ancorato assieme alla batteria, compiva un assolo roteando sopra il pubblico in senso verticale. Dopo i gloriosi anni ottanta, per la band seguì un lento e progressivo declino dovuto all'arrivo di nuove tendenze musicali e al continuo abuso di droghe.

### I pettegolezzi e l'abbandono della band
Negli anni novanta Lee diventa un simbolo del gossip, facendosi notare più nelle riviste del settore che in quelle musicali. Era già famoso alla stampa quando si sposò con l'attrice Heather Locklear, ma il suo nome acquisterà ancor più notorietà grazie all'unione con la diva di Baywatch Pamela Anderson, da poco uscita dal fidanzamento con Bret Michaels, leader dei Poison.
I due si separarono dopo una relazione turbolenta durata circa tre anni (e dopo essersi sposati tre volte), ricorrendo a varie battaglie legali per la custodia dei due figli. Lee passò anche alcuni mesi in prigione per aver picchiato e molestato l'ex moglie. Durante il loro matrimonio, la coppia subì il furto di una cassaforte mentre erano in corso dei lavori nella loro casa. All'interno della cassaforte, oltre ad armi, ed altri effetti personali, era contenuta una videocassetta in cui erano registrati scene intime e rapporti sessuali della coppia. In seguito vennero contattati con la promessa di ricevere 5 milioni di dollari, per acquisire i diritti del video. La coppia rifiutò, ma il video venne comunque pubblicato contro la loro volontà, e con l'avvento di internet presto divenne virale (evento poi raccontato nella serie televisiva Netflix del 2023 Pamela, a love story). 
Ormai distrutto dalle droghe e dall'alcol, Lee abbandona i Mötley Crüe (che lo rimpiazzano con Randy Castillo) per divergenze con Vince Neil e, dopo una lunga pausa passata nelle cliniche per disintossicarsi, fonda il gruppo rap metal Methods of Mayhem che, però, non viene accolto calorosamente dai vecchi fan dei Mötley Crüe.

### Eventi recenti
Successivamente ha pubblicato due album da solista, Never a Dull Moment (2002) e Tommyland: The Ride (2005); si è poi riunito con i Mötley Crüe ed ha creato un gruppo chiamato Rock Star Supernova (solamente per il reality show omonimo e non per scopi commerciali) con il bassista Jason Newsted, il chitarrista Gilby Clarke e il cantante Lukas Rossi. Nel 2006 ha partecipato ai Rock Honors, suonando una canzone dei Kiss (God of Thunder) con Ace Frehley, Rob Zombie, Slash, Scott Ian e Gilby Clarke,
Dopo essersi riunito alla band e partecipato a due edizioni del Gods of Metal, nel 2005 e 2007, Lee abbandona improvvisamente il gruppo: il motivo sarebbe che i restanti membri lo hanno accusato di aver danneggiato l'immagine dei Mötley Crüe attraverso il suo reality Tommy Goes to College, che lo ha anche costretto a non suonare in alcune date con la sua band, perciò Sixx, Neil e Mars hanno chiesto un risarcimento a Lee di 20 milioni di dollari. La situazione si è recentemente risolta e Lee è rientrato nella band.
Partecipa anche ad alcune esibizioni come DJ e batterista di musica elettronica. Nel 2012 è apparso nel video Rock N' Roll (Will Take You to the Mountain) di Skrillex. Nel 2013 suona la batteria nel brano Raw dell'album HIDE del progetto punk-elettronico The Bloody Beetroots del suo amico Sir Bob Cornelius Rifo. Venerdi 21 febbraio 2014 si esibisce al Festival di Sanremo con i Bloody Beetroots e Raphael Gualazzi portando la canzone Nel blu dipinto di blu.
Nel luglio 2017 si fidanza con l'attrice e star di internet Brittany Furlan, che sposa poi nel 2019.

### Vita privata

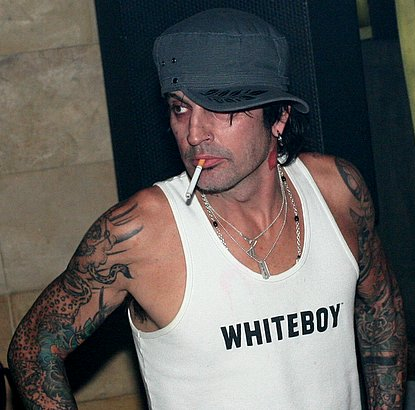
Tommy Lee nel 2005

La sorella, di nome Athena, anch'ella batterista (nella band KrunK), era moglie di James Kottak, ex batterista degli Scorpions.   
Nel 1995 Tommy Lee sposa Pamela Anderson che aveva conosciuto solo 4 giorni prima. Durante il matrimonio, Lee fu arrestato per violenza domestica e condannato a sei mesi nel carcere della contea di Los Angeles. La coppia, che ha avuto due figli, Brandon Thomas e Dylan Jagger, ha poi divorziato nel 1998.  

## Strumentazione
Lee è stato endorser negli anni ottanta di batterie Pearl e piatti Paiste, e nel decennio successivo di batterie DW e piatti Zildjian. Il suo set base odierno comprende:
Batteria DW
- Cassa 26"
- Cassa 32"
- Tom da 14"
- Timpano 16"
- Timpano 18"

Piatti Zildjian
- 15" A New Beat Hats
- 12" Z3 Splash
- 19" Z3 Thrash Ride
- 20" A Custom Medium Crash
- 22" K Custom Ride
- 9.5" Zil-Bel
- 20" Z3 Medium Crash
- 19" Z3 Rock Crash
- 20" Oriental China Trash

Dal 2012 Lee è tornato di nuovo alla Pearl. Il nuovo set comprende:
Batteria Pearl
- Cassa 16x26
- Rullante 6.5x14
- Tom 11x14 tom
- Floor tom 11x14
- Floor tom 14x16
- Pelli Pearl Tru-Trac

Piatti Avedis Zildjian
- 14" Z Custom Splash
- 15" A Rock HiHats
- 15" A New Beat HiHats
- 18" Z Custom Projection Crash
- 19" Z Custom Medium Crash
- 20" A Custom Medium Crash
- 20" Z Custom Ride
- 9.5" Large Zil Bell
- 22" Oriental China Trash

Hardware
- Pearl Demon Double Bass Drum Pedals.
- 9500 Hi-Hat Stand
- 9300 Snare Drum Stand (x2)
- 9900 Double Tom Stand
- 9700 Cymbal Stand (x5)
- 9100 Drum Throne

Bacchette
- Vic Firth (fino al 2000)
- Ahead Tommy Lee Signature, Silver Sleves. (2000-presente)

## Curiosità
È apparso nel quattordicesimo episodio della settima stagione della serie tv The Goldbergs nei panni di un insegnante.  

## Discografia

### Da solista
- 2002 – Never a Dull Moment
- 2005 – Tommyland: The Ride
- 2020 – Andro

### Con i Mötley Crüe
Album in studio
- 1981 – Too Fast for Love
- 1983 – Shout at the Devil
- 1985 – Theatre of Pain
- 1987 – Girls, Girls, Girls
- 1989 – Dr. Feelgood
- 1994 – Mötley Crüe
- 1997 – Generation Swine
- 2008 – Saints of Los Angeles

Album dal vivo
- 1999 – Live: Entertainment or Death
- 2006 – Carnival of Sins Live

Raccolte
- 1988 – Raw Tracks
- 1990 – Raw Tracks Vol. 2
- 1991 – Decade of Decadence
- 1994 – Quaternary
- 1998 – Greatest Hits
- 1999 – Supersonic and Demonic Relics
- 2003 – Millennium Collection
- 2003 – Music to Crash Your Car To, Vol. 1
- 2004 – Music to Crash Your Car To, Vol. 2
- 2004 – Loud as F*@k
- 2005 – Red, White & Crüe

### Con i Methods of Mayhem
- 1999 – Methods of Mayhem
- 2010 – A Public Disservice Announcement

### Con i Jack's Mannequin
- 2005 – Everything in Transit

### Con i Rock Star Supernova
- 2006 – Rock Star Supernova

### Con i Fuel
- 2007 – Angels & Devils

### Con gli Smashing Pumpkins
- 2014 – Monuments to an Elegy

### Partecipazioni
- 1985 – Night Ranger - 7 Wishes
- 1991 – Richard Marx - Rush Street
- 1991 – Stuart Hamm - The Urge
- 1992 – Colonna sonora - Shocker